# Maria Menounos

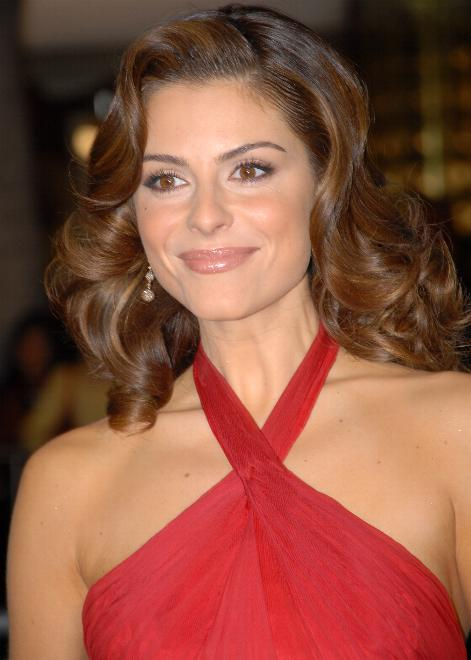
Maria Menounos (2008)

Maria Menounos, griechisch Μαρία Μενούνος (* 8. Juni 1978 in Medford, Massachusetts) ist eine US-amerikanische Schauspielerin, Journalistin und Fernsehmoderatorin griechischer Abstammung. Sie präsentierte zusammen mit dem griechischen Sänger Sakis Rouvas den Eurovision Song Contest 2006 in Athen.
Sie bestritt insgesamt drei Wrestlingmatches für das Medienunternehmen WWE, wobei ein Tag Team-Match bei der Großveranstaltung WrestleMania XXVIII ihren bisherigen Höhepunkt als Wrestlerin darstellt.

## Filmografie (Auswahl)
- 2003: Without a Trace (Fernsehserie, Episode 2x08 Trip Box)
- 2004: One on One (Fernsehserie, Episode 4x01 We'll Take Manhattan)
- 2004–2005: One Tree Hill (Fernsehserie, 10 Episoden)
- 2005: Fantastic Four
- 2006: Fwiends.com
- 2006, 2010: Entourage (Fernsehserie, 2 Episoden)
- 2007: Kickin' It Old Skool
- 2008: Tropic Thunder
- 2009: Knight Rider (Fernsehserie, Episode 1x15 Fly by Knight)
- 2013: Paranormal Movie
- 2013: The Right Kind of Wrong
- 2015: Sharknado 3 (Sharknado 3: Oh Hell No!)
- 2021: The Holiday Fix Up
- 2022: The Pentaverate (Miniserie)
- 2022: The Holiday Dating Guide

## Videospiel
- 007 – Liebesgrüße aus Moskau